# Astragalus nicharensis
Astragalus nicharensis är en ärtväxtart som beskrevs av Aleksandr Andrejevitj Bunge. Astragalus nicharensis ingår i släktet vedlar, och familjen ärtväxter. Inga underarter finns listade i Catalogue of Life.